# Катрич Віталій Русланович
Віталій Русланович Катрич (нар. 17 лютого 2005, Івано-Франківськ, Україна) — український футболіст, лівий захисник петрівського «Інгульця».

## Клубна кар'єра
Народився в Івано-Франківську. У ДЮФЛУ з 2018 по 2022 рік виступав за львівські «ЛФКС-Карпати». Напередодні старту сезону 2022/23 років переведений до першої команди «Карпат». За «левів» дебютував 27 травня 2023 року в нічийному (1:1) домашньому поєдинку 8-го туру чемпіонської групи Першої ліги України проти київської «Оболоні». Віталій вийшов на поле на 62-й хвилині замість Тараса Саківа. Цей матч виявився єдиним для Віталія Катрича у футболці першої команди «Карпат». Напередодні старту сезону 2023/24 років переведений до резервної команди львів'ян. Першим голом у дорослому футболі відзначився 13 вересня 2023 року на 41-й хвилині переможного (4:1) для «Карпат-2» виїзного поєдинку 7-го туру Другої ліги України проти вінницької «Ниви». Катрич вийшов на поле в стартовому складі та відіграв увесь матч. Загалом за резервну команду «левів» провів 24 матчі та відзначився 1-м голом.
18 лютого 2025 року перебрався до «Інгульця». У футболці петрівського клубу дебютував 22 лютого 2025 року в програному (0:1) домашньому поєдинку 18-го туру Прем'єр-ліги України проти житомирського «Полісся». Віталій вийшов на поле в стартовому складі та відіграв увесь матч.

## Кар'єра в збірній
У футболці юнацької збірної України (U-17) дебютував 27 серпня 2021 року в програному (0:1) товариському домашньому поєдинку проти юнацької збірної Білорусі (U-17). Катрич вийшов на поле в стартовому складі та відіграв увесь матч. Загалом за команду U-17 провів 3 поєдинки.

## Досягнення
«Карпати» (Львів)
- Перша ліга України
  -  Срібний призер: 2022/23